# ソニックトゥーン
『ソニックトゥーン』（Sonic Toon：海外での名称は『Sonic Boom』）は、海外を主軸にメディアミックスとして展開されている3DCGTVアニメーションシリーズ。またセガより発売されているアクションゲームシリーズやグッズなどの総称であり、こちらに関しても記載する。

## 概要
海外では『Sonic Boom』の名称で（韓国では日本と同じく『ソニックトゥーン』表記）、カートゥーン ネットワーク系列で2014年11月8日から北米とフランスをはじめに、2016年6月現在は世界100カ国で放映された3DCGTVアニメーション（以下、アニメ版）と、それを基にしたゲームやコミック、グッズなどを展開するメディアミックスとして発表された、新たなソニックブランドシリーズである。
従来のソニックシリーズとは毛色の異なったキャラクターデザインに変更されているが、これは今回のスタイルが新たなソニックブランドの切り口かつ新鮮なアプローチとして、新しい世代やファミリー層にアピールしたい旨を米国セガ社長のJohn Chengが明かしており、実際にアニメ版の年齢別視聴者ランキングでは上位を取得するほどに高い支持を受けているという。実際、2017年までにいくつかのアワードでノミネートや受賞が公表されている。詳細は英語版記事を参照のこと。
プロデューサーの飯塚隆曰く、『ソニックトゥーン』は上述の通り新しいソニックブランドとして企画されたもので、今までのソニックシリーズとは異なる旨を東京ゲームショウ2014で語り、この作品と平行して従来のソニックも今後続けていくと海外のインタビューで解説している。

## アニメ版
概要に記述した通り、カートゥーン ネットワーク系列で2014年11月8日からアメリカとフランスをはじめに、2016年6月現在は世界100カ国で放映され、北米では2016年10月29日よりシーズン2が放映された。
制作はストーリーパートをアメリカのアーバインにあるSega of America, Inc.が担当し、アニメーションパートはフランスのパリにあるOuiDo! Productions（後にTechnicolor Animation Productionsとして名称が統合され、シーズン2からこちらの表記が使われている）が担当する形で共同制作を行っている。ソニックとその仲間達の絆を描きつつ、エッグマン達、そしてアニメオリジナルキャラクター達が織りなすコミカルな日常や戦いを描く。シーズン2ではアニメオリジナルの人物が大幅に追加された。
アニメ版の日本放映に関しては、長らく日本のカートゥーン ネットワークが放映権を取得している事のみ明かされているに留まっていたが、『ソニックファン感謝祭2016』にて日本語版の放映が2017年7月1日に決定し、ゲーム版と同様に『ソニックトゥーン』の名称で、シーズン1全52話をNetflixから配信された。2024年12月19日をもって、日本のNetflixでの配信を終了した。
日本語版では話の順番が入れ替わっており、キャラクターの登場やシーンに関する矛盾がある程度解消されている（「本音をしゃべるロボット（9話）」の外国語版は「ツイていないナックルズ（6話）」の前に放送された為、一度メガボットに会っているはずのナックルズが「新型（のロボット）か？」とエッグマンに聞いているなど）。
パロディが多いのも特徴であり、『バットマン』や『特攻野郎Aチーム』『バッグス・バニー』といった海外番組をはじめ、『Windows』の起動音や『ATARI』『コナミコマンド』『白鯨』などといったように、非常に幅広く扱っている。

### 各話リスト

#### シーズン1
話数は日本のNetflixで提示されているものを表記する。
| #  | サブタイトル                 | 原題                                                   | 放送日          | 配信日        |
| -- | ---------------------------- | ------------------------------------------------------ | --------------- | ------------- |
| 1  | 相棒オーディション           | The Sidekick                                           | 2014年 11月8日  | 2017年 7月1日 |
| 2  | エッグマンが居候に？         | Can an Evil Genius Crash on Your Couch for a Few Days? | 2014年 11月8日  | 2017年 7月1日 |
| 3  | レディになるためのレッスン   | My Fair Sticksy                                        | 11月19日        | 2017年 7月1日 |
| 4  | ビックリ・サーカス           | Circus of Plunders                                     | 2015年 2月7日   | 2017年 7月1日 |
| 5  | ガラクタを捨てよう！         | Closed Door Policy                                     | 7月17日         | 2017年 7月1日 |
| 6  | ツイてないナックルズ         | Unlucky Knuckles                                       | 2月14日         | 2017年 7月1日 |
| 7  | 神殿から大脱出               | The Curse of the Buddy Buddy Temple                    | 4月18日         | 2017年 7月1日 |
| 8  | ソニックのライバル登場       | Blue With Envy                                         | 7月14日         | 2017年 7月1日 |
| 9  | 本音をしゃべるロボット       | Translate This                                         | 2014年 11月15日 | 2017年 7月1日 |
| 10 | キモかわいいバスター         | Buster                                                 | 2014年 11月15日 | 2017年 7月1日 |
| 11 | エッグマンの悪だくみ         | Eggheads                                               | 12月6日         | 2017年 7月1日 |
| 12 | 罪の意識                     | Guilt Tripping                                         | 2015年 1月17日  | 2017年 7月1日 |
| 13 | サイバースペースでジャンケン | Let's Play Musical Friends                             | 4月25日         | 2017年 7月1日 |
| 14 | ふたつの最終兵器             | Double Doomsday                                        | 2014年 11月29日 | 2017年 7月1日 |
| 15 | エッグマンの改装計画         | Fortress of Squalitude                                 | 11月22日        | 2017年 7月1日 |
| 16 | 眠っていた岩                 | Sleeping Giant                                         | 2015年 4月11日  | 2017年 7月1日 |
| 17 | ヘラジカに注意               | Curse of the Cross Eyed Moose                          | 7月15日         | 2017年 7月1日 |
| 18 | 自信をなくしたエッグマン     | Aim Low                                                | 2月28日         | 2017年 7月1日 |
| 19 | 脱パワー・シューズ           | Sole Power                                             | 3月28日         | 2017年 7月1日 |
| 20 | ウシ型ロボット               | Cowbot                                                 | 1月31日         | 2017年 7月1日 |
| 21 | いん石の秘密                 | The Meteor                                             | 2月21日         | 2017年 7月1日 |
| 22 | エッグマンはどこ？           | Dude, Where's My Eggman?                               | 1月24日         | 2017年 7月1日 |
| 23 | 悪のクラブへのおさそい       | How to Succeed in Evil Without Really Trying           | 3月7日          | 2017年 7月1日 |
| 24 | 判決はどっち                 | Don't Judge Me                                         | 3月14日         | 2017年 7月1日 |
| 25 | 時間のループ                 | Hedgehog Day                                           | 4月4日          | 2017年 7月1日 |
| 26 | エッグマンのトマトソース     | Dr. Eggman's Tomato Sauce                              | 3月21日         | 2017年 7月1日 |
| 27 | ロボット対決                 | Robot Battle Royale                                    | 9月26日         | 2017年 7月1日 |
| 28 | 真犯人はだれ                 | It Wasn't Me, it Was the One-Armed Hedgehog            | 9月19日         | 2017年 7月1日 |
| 29 | エッグマンの自作映画         | Eggman the Auteur                                      | 7月21日         | 2017年 7月1日 |
| 30 | チリドッグ大会のトウガラシ   | Chili Dog Day Afternoon                                | 7月16日         | 2017年 7月1日 |
| 31 | エミーのレストラン           | Chez Amy                                               | 7月13日         | 2017年 7月1日 |
| 32 | ふたりのナックルズ           | Two Good to Be True                                    | 7月23日         | 2017年 7月1日 |
| 33 | 図書館に急げ！               | Late Fees                                              | 5月2日          | 2017年 7月1日 |
| 34 | 相棒クイズ対決               | Bro Down Showdown                                      | 8月29日         | 2017年 7月1日 |
| 35 | サバイバル対抗戦             | Into the Wilderness                                    | 5月9日          | 2017年 7月1日 |
| 36 | ナックルズが村長に           | Mayor Knuckles                                         | 7月20日         | 2017年 7月1日 |
| 37 | エッグマンの決心             | Eggman Unplugged                                       | 5月16日         | 2017年 7月1日 |
| 38 | かわいそうなキューボット     | Beyond the Valley of the Cubots                        | 7月24日         | 2017年 7月1日 |
| 39 | うっかり発言                 | Just a Guy                                             | 7月22日         | 2017年 7月1日 |
| 40 | トークショーは戦場？         | Late Night Wars                                        | 9月5日          | 2017年 7月1日 |
| 41 | お手本はつらいよ             | Role Models                                            | 10月24日        | 2017年 7月1日 |
| 42 | 大みそかの勝負               | New Year's Retribution                                 | 8月8日          | 2017年 7月1日 |
| 43 | ゲーム仲間                   | Fuzzy Puppy Buddies                                    | 10月10日        | 2017年 7月1日 |
| 44 | 新しい悪の王                 | Next Top Villain                                       | 8月1日          | 2017年 7月1日 |
| 45 | 火事の原因は？               | Fire in a Crowded Workshop                             | 9月12日         | 2017年 7月1日 |
| 46 | テイルスの片思い             | Tails' Crush                                           | 8月22日         | 2017年 7月1日 |
| 47 | あらしの夜                   | Cabin Fever                                            | 10月31日        | 2017年 7月1日 |
| 48 | アイドル熱のからくり         | Battle Of The Boy Bands                                | 8月15日         | 2017年 7月1日 |
| 49 | ロボットは芸術作品           | No Robots Allowed                                      | 10月3日         | 2017年 7月1日 |
| 50 | 罪のつぐない                 | Counter-Productive                                     | 11月7日         | 2017年 7月1日 |
| 51 | １対１の勝負                 | Designated Heroes                                      | 10月17日        | 2017年 7月1日 |
| 52 | ソニックが大ピンチ！？       | It Takes a Village To Defeat a Hedgeho                 | 11月14日        | 2017年 7月1日 |

#### シーズン2（日本未放送）
話数はアメリカにおける放映順のものを表記する。
| #   | 原題                                                | 放送日          |
| --- | --------------------------------------------------- | --------------- |
| 53  | Tommy Thunder: Method Actor                         | 2016年 10月29日 |
| 54  | Spacemageddonocalypse                               | 11月19日        |
| 55  | Nutwork                                             | 11月26日        |
| 56  | Alone Again, Unnaturally                            | 12月3日         |
| 57  | The Biggest Fan                                     | 12月10日        |
| 58  | Anything You Can Do, I Can Do Worse-er              | 12月17日        |
| 59  | I Can Sea Sonic's Fear From Here                    | 12月24日        |
| 60  | In the Midnight Hour                                | 12月31日        |
| 61  | Multi-Tails                                         | 2017年 1月7日   |
| 62  | Strike!                                             | 1月14日         |
| 63  | The Evil Dr. Orbot                                  | 1月21日         |
| 64  | Knuck Knuck! Who's Here?                            | 1月28日         |
| 65  | Mech Suits Me                                       | 2月4日          |
| 66  | FiendBot                                            | 2月11日         |
| 67  | Og Man Out                                          | 2月18日         |
| 68  | Knine-to-Five Knuckles                              | 2月25日         |
| 69  | Blackout                                            | 3月4日          |
| 70  | Unnamed Episode                                     | 3月11日         |
| 71  | Robot Employees                                     | 3月18日         |
| 72  | Give Bees A Chance                                  | 3月25日         |
| 73  | Mombot                                              | 4月1日          |
| 74  | Muckfoot                                            | 4月8日          |
| 75  | Nominatus Rising                                    | 4月15日         |
| 76  | Eggman's Brother                                    | 4月22日         |
| 77  | Do Not Disturb                                      | 4月29日         |
| 78  | Robots From the Sky Part 1                          | 5月6日          |
| 79  | Robots From the Sky Part 2                          | 5月13日         |
| 80  | Robots From the Sky Part 3                          | 5月20日         |
| 81  | Robots From the Sky Part 4                          | 5月27日         |
| 82  | Flea-ing From Trouble                               | 6月3日          |
| 83  | Lightning Bowler Society                            | 6月10日         |
| 84  | Planes, Trains and Dude-Mobiles                     | 6月17日         |
| 85  | Sticks and Amy's Excellent Staycation               | 6月24日         |
| 86  | Inn Sanity                                          | 7月1日          |
| 87  | Mister Eggman                                       | 7月8日          |
| 88  | The Haunted Lair                                    | 7月15日         |
| 89  | Return of the Buddy Buddy Temple of Doom            | 7月22日         |
| 90  | Eggman's Anti Gravity Ray                           | 7月29日         |
| 91  | Victory                                             | 8月5日          |
| 92  | Three Men And My Baby!                              | 8月12日         |
| 93  | Where Have All The Sonics Gone?                     | 8月19日         |
| 94  | If You Build It They Will Race                      | 8月26日         |
| 95  | Chain Letter                                        | 9月2日          |
| 96  | Vector Detector                                     | 9月9日          |
| 97  | Three Minutes or Less                               | 9月30日         |
| 98  | Lair On Lockdown                                    | 10月7日         |
| 99  | You and I Bee-come One                              | 10月14日        |
| 100 | Don't Make Me Angry                                 | 10月21日        |
| 101 | Eggman Family Vacation                              | 10月28日        |
| 102 | Return to Beyond the Valley of the Cubots           | 11月4日         |
| 103 | Eggman: The Video Game Part 1                       | 11月11日        |
| 104 | Eggman: The Video Game Part 2: The End of the World | 11月18日        |

## ソニックトゥーン 太古の秘宝・アイランドアドベンチャー
日本では両作品共に2014年12月18日に発売された。対応機種はWii Uとニンテンドー3DSで、Wii U版には『太古の秘宝』（たいこのひほう）、ニンテンドー3DS版には『アイランドアドベンチャー』というサブタイトルがそれぞれ付けられている。
当初国内での発売は未定だったが、2014年6月20日に『ソニックトゥーン』の名称でティザーサイトが公開され、その後9月11日に公式サイトをリニューアルし、Wii U版・ニンテンドー3DS版それぞれのサブタイトルと発売日が発表された。
ストーリーのテーマは「絆」で、ソニックやその仲間達が個々の特徴や武器を生かし、謎の敵リリックに挑む物語となる。太古の秘宝は『クラッシュ・バンティクー』シリーズや『アンチャーテッド』シリーズを手がけるノーティードッグの元ゲームデザイナーBarak Rafaiが設立し、元米国ソニックチームメンバーが集まるBig Red Button Entertainment、アイランドアドベンチャーは『クランク&ラチェット マル秘ミッション☆イグニッション!』などを手がけたSanzaru Gamesの2つの会社がゲーム開発を行い、同じ世界観であるがそれぞれゲーム内容やストーリーが異なる。またWii U版の映像・演出面ではハリウッド映画の手法で作られているとのこと。なお本作のソニックチームは監修だけに留まり、直接的には関与していない。
2014年12月3日からはニンテンドーeショップにて、Wii U版・ニンテンドー3DS版共に体験版が配信された。

### 特徴
『太古の秘宝』はテーマである「絆」を強く反映させ、従来のスピードアクションに加えて探索・謎解き要素が強い内容となっている。ステージは大きく分けて村を探索するアドベンチャーパートと、探索をしながら敵を倒し、時には高速コースを駆け抜けて目的を達成するアクションパートで構成されている。スキルはフィールドで集めたアイテムを使いアンロック、強化するものの他にも、「パワーグリフ」と呼ばれる不思議な石を装備する事で、各キャラクターに個別のスキルを付加する事が可能。また最大4人までのプレイヤーが4つのステージを舞台に、ストーリーモードで習得した能力やテクニックを駆使して対戦・協力しながら課題をこなすチームチャレンジが収録されている。
『アイランドアドベンチャー』では従来のソニックシリーズの要素を色濃く反映した2Dスクロールがメインのアクションゲームとなっており、個々の特徴や武器を持った仲間達をリアルタイムで切り替えながら、数々の障害を突破しステージを進んで行く。各ステージごとには一部を除き、隠されたスキルの設計図やクリスタルのカケラを収集したり、設定されたタイムやリング数などの条件を満たしてゴールすると入手出来るメダルを集めるなどといったやりこみ要素がある。なお解禁したスキルは太古の秘宝に転送すると連動が可能で、より冒険を進めやすくなる。
双方に共通する能力として「エナービーム」が登場し、操作キャラクター全員が使用可能。このビームはあらゆるものに吸着する性質を持っているため、ギミックを作動させたり敵を吸い付けたりといった、多種多様なアクションが行う事が出来る。余談だがエナービームの登場経緯は両作品で異なっており、『太古の秘宝』ではリリックが使用した拘束具をテイルスが流用したもの、『アイランドアドベンチャー』ではテイルスが古代のテクノロジーを利用して作った設定になっている。

### ストーリー

#### 太古の秘宝
ドクター・エッグマンと戦っている最中にソニック達は謎の古代寺院に迷い込んでしまい、ソニックのちょっとした行動から遥か昔に封印されたマッドサイエンティスト「リリック」を目覚めさせてしまう。自ら造り上げた破壊兵団を使って「センチネル計画」を発動し世界を滅ぼそうとするリリックを再び封印するには、世界中に散らばった古代の秘宝「クリスタル」を集めなければならず、ソニック達はクリスタルを集めるために冒険の旅へと出かける。

#### アイランドアドベンチャー
古代文明を調べていたエミーが何者かによってさらわれてしまう。そこでソニックは残された手がかりであるタブレット端末（A.V.A）を調べると、「リリック」と名乗る人物がクリスタルの在処を調べる目的で、エミーをさらった事が判明する。彼女を探す道中で様々な仲間と出会い協力しながら、リリックを捜し出し、エミーを助ける冒険の旅がはじまった。
なお『アイランドアドベンチャー』にはストーリーの前日譚がデジタルコミック形式で描かれており、何故リリックが復活したのか、エミーの古代文明を調べていた経緯などの一端が明かされている。このデジタルコミックはシーサイド・コーストのソニック・コレクションからいつでも観覧が可能。

### ステージ

#### 太古の秘宝
AREA1：古代の墓
AREA2：古代族の研究施設
AREA3：ウエポン・ファクトリー
AREA4：ザ・ピット
AREA5：スローポーク・アイル
AREA6：オーシャン・プラント
AREA7：クリーパー・ゴージ
AREA8：スカイ・シタデル
AREA9：リリックの基地

#### アイランドアドベンチャー
シーサイド・コースト
スクラップ・ヤード
シャドウ・キャニオン
エンシャント・ルーイン
ヴォルカニック・クレーター
クラウド・フォートレス

## ソニックトゥーン ファイアー&アイス
ゲーム3作目 であり、対応機種はニンテンドー3DS。2015年冬に発売が予定されていたが、クオリティアップを理由に延期し、2016年6月23日発売の週刊ファミ通2016年7月7日号に発売日が2016年10月27日と発表され、24日には日本公式サイトもリニューアルされた。
購入者特典として、ソニック25周年記念ニンテンドー3DSテーマが付属。また通販サイトセガストアでは本作の他、3Dクリスタルキューブやアクリルフィギュアなどを同梱した「ソニックトゥーン ファイアー＆アイス 25周年記念セット」が販売された。
前作までにおけるソニックチームは監修の立場に留まっていたが、今作ではユーザーからのフィードバックを細かく拾う為に、ソニックチームとSanzaru Gamesの共同開発となった。

### 特徴
前作の『アイランドアドベンチャー』からシステム面が大幅に見直され、より従来のソニックシリーズに近い爽快感とスピード感を重視した作りとなった他、バウンスパッドから従来のスプリングに戻されているなど、細かい部分での変更も見られる。さらにニンテンドー3DSの二画面を利用した巨大なボス戦や数々のミニゲームなど、前作以上にバラエティに富んだ内容に仕上がっている。
『アイランドアドベンチャー』同様に探索要素は存在するが、探索をするかしないかはプレイヤー次第となり、メインのアクションステージにおいては、そのほとんどがソニックのスピードアクションだけでもゴール可能な構成になっている。また前作におけるステージ内の切り替えにはギミックとロードを挟んでいたが、今作では巨大スプリングに乗るだけでシームレスに移動出来るため、爽快感を損なう事なくプレイが行えるようになった。
前作からのエナービームに引き続いてプレイヤー全員が炎（ファイアースタイル）と氷（アイススタイル）の能力を使う事ができ、氷の壁を炎で溶かす、水面を凍らせるなど、地形に応じてスタイルを使い分けてステージの攻略を行う。なおスタイルはLRボタンで瞬時に切り替えが可能。
ストーリーは前作のようなシリアス寄りな物語ではなくコミカル寄りな内容であり、一部のムービーがアニメ版の映像と同一であるなど、アニメ版の世界観でストーリーが展開される。物語の都合上、『太古の秘宝』でしか使用できなかったエミーがプレイアブルキャラクターとなった事で、操作可能なメインキャラクターは5人になった。

### ストーリー
エッグマンが打倒ソニックを果たす為、エネルギー鉱石「ラグニウム」を採掘し始めた。一方ソニックとエミーは、世界中で不可解な異常気象が発生するようになった原因を捜査するため、探索で訪れた氷の島「コディアック・フロンティア」を訪れ、そこで謎のエネルギーを浴びてしまい、炎（ファイアー）と氷（アイス）を操る能力を手に入れる。テイルスと状況を整理する中、ソニック達に不気味な影が忍び寄る。

### ステージ
コディアック・フロンティア
シーサイド・アイランド
パレオ・ターピット
サンダー・アイランド
厳密にはステージではなく、二人対戦用のコースサーキット場であり、使用するボットレーサー、アイテムなどを購入するガレージにもなっている。
カートスロート・コープ
ゴシック・ガーデン
ラグナ・ロック

## 登場人物
細部の設定が異なるため、ゲーム版とアニメ版両方を記載し、アニメ版における各話サブタイトルの記載は日本語版を準拠とする。従来のソニックシリーズの設定は『ソニックシリーズに登場するキャラクターの一覧』を参照。

### 主要・従来のシリーズキャラクター

#### ソニックとその仲間達
ソニック・ザ・ヘッジホッグ
声 - 金丸淳一
本作の主人公で、走る事なら誰にも負けない史上最速のハリネズミ。このシリーズのソニックは首にスカーフを巻き、頭のトゲの本数も少し増えている。腕の色も従来の肌色ではなく青色だが、これは従来のソニックとは異なる事を示し、差別化を図ったデザインだとされる。初期の企画段階では人間のような容姿のソニックもデザインされていたが、次第にモダンソニック（『ソニックアドベンチャー』以降の造形）に近い容姿に落ち着いたとの事。
『太古の秘宝』ではホーミングアタックやスピンダッシュなどのおなじみの能力や蹴りを使った攻撃スタイルを使い、『アイランドアドベンチャー』ではソニック固有の能力として空中で上下左右にダッシュする「エアーダッシュ」を使用でき、特定のブロックを破壊する事が出来る。
『ファイアー＆アイス』でも『アイランドアドベンチャー』と同じくエアーダッシュを使用し、挙動が素早く、連続使用可能な技に変更された他、スピンダッシュの速度も大幅に強化されている。今作では異常気象の捜査の為にエミーと共にコディアック・フロンティアを訪れ、裂け目から噴出した謎のエネルギーを浴びた事で炎と氷を操る能力を手に入れ、仲間達と冒険を進めていく。
アニメ版では自分の小屋を所有しているものの、普段はテイルスの家に居候という形で一緒に生活している。テイルスの事は相棒として大切に思っているが為に、「相棒オーディション（1話）」では危険にあわせまいと一度相棒を解雇した事があった。また従来のゲームと同じくチリドッグが大好物で、退屈な事と水が苦手であり、水に浸かると身動きが取れなくなる。驚異的なスピードも健在で、エッグマンが発明した時間を極限まで遅くなる機械の影響を唯一受けなかったほど。困った人を放っておけない性格からよく住人達を救っているために慕われるが、その性格が災いして思わぬトラブルに巻き込まれたり、逆に調子に乗って周囲から反感を買うことも。敵であるエッグマンは「エッグヘッド（たまご頭）」「エッグフェイス（たまご顔）」とあだ名で呼び、見つけるとすぐに倒そうとする、外に出られなくなると「あんな奴いなくなって嬉しいぜ」と話すなど、口でこそ嫌っているものの、エッグマンと定期的に戦わないと調子が狂ったり、時には利害の関係から協力し合うことも多く、年越しでのダンスバトルで油断した時も素直に負けを認め、一緒に新年を迎えるなど内心ではどこか想っている節が見られた。なおエッグマンと戦っていない時は年相応に仲間達とふざけあい、特にナックルズとは悪友のように接する一面も。アニメ版におけるエミーはソニックに対するアプローチは消極的な為に彼女の好意に気づいていないが、「ウシ型ロボット（20話）」や「相棒クイズ対決（34話）」でエッグマンにエミーとの関係を詰め寄られた際、一瞬動揺するそぶりを見せたり、ムキになって反論するなど、従来の彼にはない一面を垣間見れるが、一方で気に入った女の子を見ると軟派したことがある。
マイルス "テイルス" パウアー
声 - 広橋涼
2本のシッポがトレードマークの子ギツネで、ソニックの相棒。自慢のメカや武器でソニック達をサポートする。このシリーズでは頭にゴーグルを付けて体にはベルトを装着し、よりメカニックらしい容姿になっている。なおゲーム版とアニメ版ではベルト部分のバックルの有無など、微妙にデザインが異なる。
『太古の秘宝』では爆弾やミサイルを使った攻撃や、「バディポッド」と呼ばれる爆弾ロボットを使用する。『アイランドアドベンチャー』でも同様の爆弾攻撃の他、フィールドにある水槽から潜水艦型ロボット「シーフォックス」を投入し、遠隔操作しながら水槽内の探索が行える。シーサイド・コーストにテイルス・ラボを構え、ここでフィールドで手に入れた設計図を集めるとスキルを入手する事が出来る。
『ファイアー＆アイス』では爆弾の代わりにブラスターガンを携え、狙いに方向をつけたり、地形を利用してレーザーを反射させられる。今作では異常気象の調査を主導するリーダー役を務め、島々の移動にはトルネード号（従来の赤を基調としたデザインではなく、アニメ版準拠の黄色を基調としたデザイン）を操縦したり、ソニックとエミーが手に入れた能力がコミュニケーターに宿っていた事を利用し、共有させる事で仲間全員が能力を使えるようアップデートを行うといった、仲間のサポートも健在。
アニメ版ではソニックと一緒に住んでいる。家の近くに専用の大きな工房があり、そこで造った様々な発明品でソニック達をサポートする。特にトルネード号（アニメ版では名前の言及はなく、単に「飛行機」と呼ばれている）には愛着を持っており、「エッグマンのトマトソース（26話）」ではメンテナンスや改造のみならず、マッサージやキャッチボールもしているらしい。さらにはメカフェチらしく工具や他の発明品にも深い愛情を注ぎ、難しい専門用語を用いて説明するあまりソニックやナックルズからもっと分かりやすく説明するよう頼まれることもあった。その一方、お菓子を欲しがったり野外遊びに興じる、悪ふざけを楽しむ、ゲーム本編同様に雷が苦手といった年相応の一面も見せ、チョコレートチャンクのクッキーが好物（「エッグマンの悪だくみ（11話）」英語版より）。また「テイルスの片思い（46話）」では紆余曲折あったものの、ゾーイという名前のガールフレンドが出来た。発明品が原因で騒動に発展したり、タコに丸呑みにされたりと不幸体質を窺わせる描写も見られる。
ナックルズ・ザ・エキドゥナ
声 - 神奈延年
ソニックを常にライバル視する力自慢のハリモグラで、ヒーロー然とした性格。従来のソニックシリーズから容姿が大幅に変更され筋骨隆々な体格になり、これはアニメ版における見た目だけでどのようなキャラクターかが一目で分かるようにする事を重視されたため。
『太古の秘宝』、『アイランドアドベンチャー』共に体躯を生かした強力なパンチや格闘技を繰り出し、さらには地面の中も掘り進められる。『アイランドアドベンチャー』のスクラップ・ヤードにはトレーニング場があり、1日（24時間）に一度トレーニングに付き合うとメダルが入手可能。
『ファイアー＆アイス』では空中から攻撃する「ダッシュパンチ」が追加され、地中を掘り進む制限時間が廃止された。また地中にいる際、敵を包み込むように軌道に円を描くと追加攻撃が可能。前作以上にコミカルでムードメーカーな性格で、シーサイド・アイランドの奥地で茂みに隠れたD-フェクトと間違われた事をきっかけに、ソニック達と行動を共にする。
アニメ版では力自慢のキャラクターがより強調されている反面、「本音をしゃべるロボット（9話）」ではソニックに「（ナックルズは）難しい単語を知らないからな」と心の中で思われたり、「レディになるためのレッスン（3話）」でスティックス宛に届いた招待状の内容が読めなかったりなど、愛嬌あるおバカキャラ的なキャラクター付けがなされ、従来に比べて声質も抜けたような話し方をしている。ヒーローに強い憧れを抱いているようで、「相棒オーディション（1話）」で新しい相棒を募集していたソニックを「ナックルズ・ジュニア」という名前で相棒候補として勧誘し、「エッグマンはどこ？（22話）」ではソニック達とチームで共闘していたにも関わらず、ほぼ単独でエッグマンを圧倒しソニック達から慕われる自分の姿を回想していた。一方で「トークショーは戦場？（40話）」のように、ゴミバケツを頭にかぶった「ゴミバケツダンディ」として一時は新聞に載るほどの人気者になった事もある。「ふたりのナックルズ（32話）」で登場した別世界のナックルズは、思慮深い正真正銘のヒーローとして活動していた。テイルスによれば、従来のシリーズと同じくエンジェルアイランド出身とのこと。
エミー・ローズ
声 - 川田妙子
正義感が強く、料理やおしゃれが好きなチームのムードメーカー。従来のソニックシリーズと同様にピコピコハンマーを武器にして戦い、『太古の秘宝』ではその身軽さからの3段ジャンプや細い足場への飛び乗りといったアクションも得意。『アイランドアドベンチャー』では単独で古代文明を調べていたが、リリックの策略によってさらわれてしまう。
『ファイアー＆アイス』ではハンマー攻撃やその衝撃波でも敵を倒す事ができ、ある条件を満たす事でハンマーの種類を変更する事が可能。ソニックと共にコディアック・フロンティアで異常気象の操作を行った矢先、火と氷を操る能力を手に入れた。
アニメ版の「エッグマンが居候に？（2話）」では（悪企みとして）ソニックとテイルスの家に泊まり込んだエッグマンに優しく接し、また彼の行動に辟易としていたソニックを諭す。「エッグマンはどこ？（22話）」でボランティアで子供のペンギン達に手編みのセーターを贈る活動に参加するなど、心優しく慈悲深い一面も描かれていた。しかし時折その親切心の他、同性への競争心・嫉妬心がエスカレートしてしまい、思わぬ暴走やトラブルを引き起こす事も。なおソニックへの好意は本作でも健在だが表にはあまり出さず、アプローチは控えめで、ソニック以外の男子に惚れたこともある。エッグマンに対しても従来のゲーム作品に比べてそれほど嫌ってはおらず、「ゲーム仲間（43話）」では共通の趣味で意気投合をする事もあった。本人曰く特技は歌とジャグリングだが、絵を描くのも得意なようで多芸さを見せる。
スティックス・ザ・バジャー
声 - 悠木碧
当シリーズ初登場のキャラクターで、森で生まれ育ったアナグマの女の子。自由奔放で野性的な性格であり、オカルトといった非科学的な事象に関心を持つ一方、科学技術やテクノロジーを嫌い、公式WEBコミックスではテレビの事を毒電波・洗脳装置と称すほどだが、ロボットに対してはあまり嫌う様子は見られない。一人称は「アタイ」、語尾に「〜ッチャ」を付け、ブーメランを愛用している。
ソニック達と出会う前の彼女の生い立ちが『ファイアー＆アイス』のソニック・コレクション内で語られて、うまれた時から人里離れたジャングルで過ごしていた事により、当初は人を寄せ付けないほど警戒心が強い性格であったが、エミーが彼女の心を開かせたという。そういった経緯もあり、エミーとはとても仲が良い。
『太古の秘宝』では冒険をサポートする住人の一人として登場するが、『アイランドアドベンチャー』ではプレイアブルキャラクターとして操作が可能で、ブーメランは敵を倒す事にも利用出来る他、軌道を操作してスイッチを押したり、アイテムなどの回収も行える。また彼女の家ではバラバラになったクリスタルの補修が可能。
『ファイアー＆アイス』でもプレイアブルキャラクターとして登場し、ブーメランの初速が速くなり、ナックルズと同じく軌道に円を描くと追加攻撃を行え、使用時の制限時間が廃止された。最初はテイルスに頼まれてシーサイド・アイランドで異常気象の調査をしていたが、その折にエッグマンに捨てられたD-フェクトをいたく気に入ってしまい（本人曰く「アタイにどんぴしゃなモノ」）、次第に調査ではなくD-フェクトを追いかけて手に入れる目的で、仲間達と行動するようになる。
アニメ版では人里離れた生活をしているせいか、一般常識やマナーに疎い面がある為、話によっては悪気は無いがトラブルメーカーとして描かれる事もあり、「キモかわいいバスター（10話）」で拾ったスクラップの寄せ集めのような犬型ロボットを「バスター」と名付けて溺愛したりと、美的感覚も少しずれている。普段はゴミを漁りながら生活しているので家の物置にはゴミが溜め込まれ、特に光り輝くモノ（シャイニー）が好きらしい。「科学やテクノロジーが嫌い」という設定が飛躍し陰謀論者的な言動をすることが多いが、一方で「レディになるためのレッスン（3話）」で「火事・洪水・隕石・脳波を傍受する人」から町を守る防御システムを構築し、「ヘラジカに注意（17話）」では仲間達から言動に呆れられつつある中、信じてくれなくても友達だから守ると公言しているように、正義感が強く、仲間を人一倍大切に思っている。またその生い立ちからサバイバルの知識は一番豊富で、その知識を活かして大活躍をすることもあった。
従来のシリーズとは別系統である『ソニックトゥーン』シリーズで唯一、日本公式サイト『ソニックチャンネル』で公式イラスト・プロフィールが掲載されたキャラクターで、キャラクター紹介などでその姿を確認できる。また『マリオ&ソニック AT リオオリンピック』のプレイヤーキャラクター（選手）出演や、前述の通り公式WEBコミックスでも登場し、本家ソニックシリーズに逆輸入された。
ベクター・ザ・クロコダイル
アニメではシーズン2から登場。当シリーズではヘッドホンを装着しておらず、ジャケットを羽織り左腕には羅針盤のタトゥーが彫られている。

#### 敵キャラクター
ドクター・エッグマン
声 - 大塚周夫→中村浩太郎
ソニック達と敵対する悪の天才科学者。当シリーズでは軍服のような衣装を着用し、少し恰幅が良い体格になっている。またエッグモービルは立ったまま搭乗する乗り物に変更され、アニメ版ではさらにオーボット、キューボットが搭乗できる側車も用意されている。
『太古の秘宝』ではメタルソニックと共に当初復活したリリックと共同して世界征服しようとするも、リリックから「役立たず」と言われた挙げ句にメタルソニックを洗脳され、奪われてしまう。その後、リリックを邪魔な存在としてソニック共々倒そうと目論んで行動し、終盤でナックルズが投げ捨てたリリックの制御装置を拾い、私物化に成功した。
『アイランドアドベンチャー』では直接的に姿を見せず、映像を通じてのみの登場となる。
『ファイアー＆アイス』では打倒ソニックを果たすためにロボットや兵器をより強くする目的で、膨大なエネルギーを秘めているラグニウム鉱石を見つけるシーンから物語が始まる。ラグニウム鉱石を採取する為に「ラグナッツ」を発明するも、鉱石以外の物体を引き付ける欠陥の為、「D-フェクト」と改称し蹴飛ばす程に邪見する様になり、最終的にはスティックスに譲った。ソニック・コレクションにあるオーボットの写真によればジェットコースターが苦手らしく、ただ一人叫び声を上げている姿が撮影されている（なおこの写真はアニメ版の「サイバースペースでジャンケン（13話）」で登場している）。
アニメ版では自身を卑劣で邪悪な科学者と称し、部下のオーボット、キューボットと共に沖の孤島に要塞を構えて暮らしている。時折親族や両親、初めて作ったロボットについて言及する場合があるが、ソニック達に話を合わせているだけなのか、事実なのかは不明。誰に対しても横柄な態度を取るため周囲からはあまり良く思われておらず、ソニック達とも敵対している。しかし話によっては住人達から人気者として扱われ、ソニック達とも憎まれ口を叩き合いながらも協力や共闘をする事もあり、「ウシ型ロボット（20話）」ではソニック達を手作りココアとクッキーでもてなし、「ゲーム仲間（43話）」でエミーと意気投合し、「テイルスの片思い（46話）」ではテイルスとゾーイの恋愛関係をさりげなく後押しするなどといったように、『ソニックX』や一部のソニックシリーズで見られるような、善悪を超えた奇妙な信頼関係を築く。また律儀な一面も見せ、「罪の意識（12話）」でソニックとテイルスの家に何度も留守電を残し、痺れを切らせて計画を中止しソニックの家に上がり込み、「サイバースペースでジャンケン（13話）」では、ソニックにスケジュールを聞いた上で悪事を働こうとしていた。時には珍妙な行動を起こし、「エッグマンの決心（37話）」の中で、科学ではソニックでは勝てないという理由からテクノロジーに頼る生活を捨て、アナログな生き方でソニックを倒そうとし、さらに「いん石の秘密（21話）」でソニックと心が入れ替わった際は、彼の仲間達との交流の方を楽しんでいた。「自信をなくしたエッグマン（18話）」ではスランプに悩み、克服したと思ったら今度は優柔不断になった挙句無気力に陥るなど、悪役らしからぬ面が多々見られる。要塞内ではベビー服のようなタイツ（本人曰く「邪悪なパジャマ」）で過ごしている事も多い。
オーボット＆キューボット
声 - 岩田光央（オーボット）、高木渉（キューボット）
『ソニックカラーズ』以降からおなじみとなったエッグマンの部下達で、より表情が豊かに描かれている。一人称は従来のシリーズと同じく、オーボットは「私（わたくし）」、キューボットは「ボク」と呼ぶ。ゲームでは『ファイアー＆アイス』から登場し、エッグマンに忠実なD-フェクトに対して困惑すると同時に、同じくこき使われるだろうと同情をしていたが、失敗作であった為にエッグマンから見限られた際に安心していた。
アニメ版では二人ともエッグマンには日々罵倒されこき使われているため不満を抱いており、あまりのぞんざいな扱いからソニック達に助けを求めた事もある一方、「サイバースペースでジャンケン（13話）」で一味をやめた時もエッグマンに近づくピンチを悟ると忠告の為要塞に戻り、「エッグマンはどこ？（22話）」でエッグマンが死んだと勘違いした時は涙を流すなど、憎からずも思っている節を見せた。「神殿から大脱出(7話)」でエッグマンがソニックと共に神殿に閉じ込められた時は、最初こそは喜びあった が命令してくれる相手がいなくて逆に困り、テイルス達と共に二人の救出に協力した。後頭部にはそれぞれ記憶消去スイッチが搭載され、口部分はドリンクのジューサーや紙のシュレッダーに活用されたり、意識を電脳世界に転送可能であるなどと非常に多機能。何故か彼らの起動スイッチが要塞のアジトにあり、切られてしまうと何処にいようと、強制的に機能停止をしてしまう。「かわいそうなキューボット（38話）」ではキューボットに数多くの試作品が存在し、エッグマンの要塞から脱走後、荒地で集落を作り暮らしていることが明かされた（同話のエッグマン曰く、キューボットシリーズに愛想が尽いた彼はオーボットへと方向転換したらしく、実質キューボットの完成形がオーボットであるとの事）。余談だが「サイバースペースでジャンケン（13話）」では『走って転んで素早くリングを集めるゲーム』が登場した際、キューボットは「すごくつまんなそう」とぼやいていたが、すぐにオーボットとゲーム用PCの取り合いを始めた。
基本的に二人ともエッグマンを従来のゲームと同様「ボス」と呼ぶが、たまに「ドクターエッグマン様」と呼び、上述のエッグマン一味をやめた時は「エッグマン」と呼び捨てにした。なお、ゲーム版ではエフェクトがかかっていなかったが、アニメ版では従来同様エフェクトがかかっている。
シャドウ・ザ・ヘッジホッグ
声 - 遊佐浩二
ソニックと容姿が瓜二つの黒いハリネズミ。経緯は異なるが、『太古の秘宝』『アイランドアドベンチャー』では両作品共にリリックに洗脳され敵として登場する。
アニメ版は「ソニックが大ピンチ!?（52話）」で登場し、ソニックと激しい戦いを繰り広げる。コミカルなキャラクターが多い中、従来のソニックシリーズに近い冷静沈着な性格に加えて非常に冷徹であり、ソニックに対して「ハリネズミの面汚し」と辛辣に評価する場面もあった。その為、ゲーム版の従来シリーズのようなライバル関係とは異なり、アニメ版におけるシャドウとソニックの関係は『ソニックアドベンチャー2』の頃や、『シャドウ・ザ・ヘッジホッグ』のダークルートに近い。エッグマン曰く、「公式で二番人気のキャラクター」との事。
メタルソニック
エッグマンが打倒ソニックのために開発した超高性能ロボット。ソニックをライバル視し、エッグマンの命令に忠実。『太古の秘宝』ではリリックによって洗脳されてしまう。
アニメ版は「真犯人はだれ（28話）」に登場。当初はソニックの偽物として、村の住人達から荷物を強奪する暗躍を行なっていた。ボディはナックルズのパンチでも傷一つつかないほどに頑丈で、胸部からレーザーを発射するなどの技を披露した。アニメシーズン2でもエッグマンと共にソニックを倒しに現れた。

### 太古の秘宝・アイランドアドベンチャーに登場するキャラクター
リリック
声 - 小杉十郎太
当シリーズオリジナルのキャラクターで、1000年前の古代文明時代に封印されていたとされるヘビの科学者。腕の役割を果たす機械のアームが2対搭載され、胴体中央に取り付けられたボタンを押す事で、装置やロボットを操る事が出来る。『太古の秘宝』では封印を解いてしまったソニックの事を何故か知っており、彼に対して激しい憎悪の念をぶつけているが、『アイランドアドベンチャー』では初対面であり、長い年月を経て封印が弱まった所を自力で脱出した設定になっている。かつてはカリスマ性を持ち誰からも好かれた優秀な科学者だったが、その裏でクリスタルを悪用した事がばれて封印された事を恨み、復讐として全生命の絶滅を誓うようになった。
シャドウ・ザ・ヘッジホッグ
声 - 遊佐浩二
主要・従来のシリーズキャラクターを参照。
メタルソニック
主要・従来のシリーズキャラクターを参照。

#### 住人キャラクター
『太古の秘宝』に登場する住人達。一部のキャラクターはアニメ版や『アイランドアドベンチャー』にも登場する。

##### 発掘現場
クリフ
声 - 立木文彦
当シリーズオリジナルのキャラクターで、古代文明を発掘するチームのリーダーで考古学者で、エミーの友人。古代文明の謎を解き明かすために日夜努力し、世界各地へと冒険を続けている。
ウッディー
当シリーズオリジナルのキャラクターで、古代文明を発掘するチームに配属されている料理人。腕は一流だが、そのぶっきらぼうな見た目や言葉遣いから様々な誤解を受けやすい。
ドクター・ジンジャー
当シリーズオリジナルのキャラクターで、古代文明を発掘するチームの優秀な女性医師。気さくな人物で誰からも好かれるが、常に巨大な注射器を持ち歩いているので、別の意味で恐れられているという。
タッカー
当シリーズオリジナルのキャラクターで、何千年も生きてきたカメの老人。過去に犯した過ちで死の土地へと変貌させた事で無気力になり、物思いにふける日々を送っている。若かりし頃は優秀な研究者だったらしい。
ソルティ
当シリーズオリジナルのキャラクターで、発掘現場付近の川沿いで生活しているカバの船乗り。世界の海を制覇した自身のボードに誇りを持ち、故障したボードを直すため日々修理パーツを必死に集めている。
Q-N-C"クインシー"
声 - 山口勝平
当シリーズオリジナルのキャラクターで、リリックに造られた古代のサポートロボット。ある事がきっかけで意思を持つようになり、悪行を働くリリックとは袂を分かち、彼が封印された後は世界中を冒険して人々の役に立てるよう努めてきた。『アイランドアドベンチャー』ではQ-N-Cトイショップを開いている他、ステージ中のヒントアイコンに触れると各キャラクターのアクションを教えてくれるも、リリックとの直接的な関係は明確に描かれていない。

##### バイゴーン島
パーシー
声 - 小林ゆう、大井麻利衣（アニメ版）
当シリーズオリジナルのキャラクターで、バイゴーン島の村に住む美女。村を防衛する一族の生まれで、その代々の使命からとても責任感が強い性格。
アニメ版にも端役として時折登場し、「火事の原因は？（45話）」では自転車事故を起こしてしまい、ケガをした所をソニック達に助けてもらっている。ソニックやナックルズをメロメロにし、エミーも嫉妬する程の美貌の持ち主だが、彼らの美化した作り話には呆れていた。双子であり、ステーシーという姉（妹）がいる。
フィンク村長（メイヤー）
声 - 鈴木琢磨（アニメ版）
当シリーズオリジナルのキャラクターで、バイゴーン島の村長。村を都市に発展させる野望を抱き、自ら市長と名乗っている。愛想が良いため住人から慕われているが、選挙の時期のみでしかその姿を見せない。『アイランドアドベンチャー』ではとあるアイテムとして登場している。
アニメ版では「メイヤー（市長）」と呼ばれ、ゲームとは違い普段から住人やソニック達とよく交流している。しかしエッグマンの策略に簡単に騙され、「ナックルズが村長に（36話）」では許可証のハンコ押しに疲れ、ナックルズに臨時メイヤーを任命して休暇に出かけるなど、資質に問題のある行動を起こす事も少なくない。
ヘイワード
当シリーズオリジナルのキャラクターで、親の命令で実家の農作業を手伝う少年。ソニック達のようなヒーローになりたいという熱い思いを抱いているが、家庭の事情からその夢をあきらめている。
ペッパー
当シリーズオリジナルのキャラクターで、ソルティの弟でクレーター・レイクという湖に住んでいる。兄と同じく船乗りで自身のボードを誇りに思っている。
ポーキー
当シリーズオリジナルのキャラクターで、クレーター・レイクに住むクラゲの老人で、古代のアシスタントメカに搭乗して生活している。妻のホーキーとは喧嘩ばかりしているものの、心の底では好いている。
ホーキー
当シリーズオリジナルのキャラクターで、ポーキーの妻。夫と同じく古代のアシスタントメカに搭乗して生活し、老齢になっても子供っぽい夫の面倒を見ている。
スティックス・ザ・バジャー
主要キャラクターの項目を参照。

### ファイアー&アイスに登場するキャラクター
D-フェクト"ラグナッツ"
当シリーズオリジナルのキャラクターで、エッグマンがつくりあげた、物語に関わる小さな人型ロボット。オーボットとキューボットと違い、主人のエッグマンに忠実で敬愛している。ソニック達からは「チビロボ」と呼ばれている。
当初は「ラグナッツ」という名前で、ラグニウム鉱石のみを引き寄せるラグニウム収集マシンとしてつくられたが、ラグニウム鉱石以外のモノを引き寄せてしまう失敗作であったため、名前を「D-フェクト（Defect"不良品"）」と改称させられた。ラグナ・ロックで力が制御出来なくなり暴走するもソニック達によって食い止められ、最後はエッグマンからスティックスへ譲渡された。
アニメではシーズン2にゲストキャラクターとして登場する。

### アニメ版に登場するキャラクター

#### 村の住人達
ウォーレス夫人
声 - 青山桐子
当シリーズオリジナルのキャラクターで、ふくよかな体型をしたセイウチの女性主婦。「ロボットは芸術作品（49話）」によれば、住宅管理組合員の肩書きを持っている。子供が２人いるが、事あるごとに災難な目に遭う。
コメディー・チンプ
当シリーズオリジナルのキャラクターで、その名の通り、お笑い芸人のチンパンジー（ただし見た目はゴリラに近い）で、司会や俳優業もこなすなどのマルチな活躍を見せる。ソニック達も彼のファンであり、彼が出演するテレビや映画をよく鑑賞している。しかし容姿はお世辞にも良いものとは言えないらしく、「トークショーは戦場?（40話）」で受注していたプロマイドをスタッフが見た際、気持ち悪い脅迫写真だと酷評されていた。若い頃は痩せてイケメンであったという。
ソア・ザ・イーグル
当シリーズオリジナルのキャラクターで、体格ががっちりとしたワシのテレビリポーター。「自信をなくしたエッグマン（18話）」ではやる気を引き出させるインストラクターの仕事も行い、紹介番組を見たエッグマンが基地に招待し、内容にのめり込んでいた事があった。既婚者で、娘がいる事を公表している。
T.W.バーカー
当シリーズオリジナルのキャラクターで、初登場時の「ビックリ・サーカス（4話）」ではサーカス団団長だったイヌの男性。話によって詐欺師であったり弁護師であったりとまばらだが、基本的にソニック達と敵対している人物。「ソニックが大ピンチ!?（52話）」ではエッグマンに悪役メンバーの一人として召集された。
デイブ
当シリーズオリジナルのキャラクターで、矯正された出っ歯と根暗な雰囲気が特徴の少年で、ソニック達からは「見習いデイブ」とも呼ばれている。普段はソニック達行きつけのハンバーガーショップ「メイバーガー」の店員として働いているが、その裏では「ライトニングボルトクラブ」のメンバーの一員。邪悪な存在になる事に憧れ、「ふたつの最終兵器（14話）」は文字通り見習いとして、エッグマンの元で無賃で働いていた。なお「ふたりのナックルズ（32話）」における別世界の彼は、ナックルズの優秀な正義のサイドキック（サポーター）だった。「新しい悪の王（44話）」では母親が声のみで登場しており、息子が邪悪の道に進む事を強く推している。
ゾーイ
声 - 大井麻利衣
当シリーズオリジナルのキャラクターで、キツネの女の子で、テイルスの片思い相手。「テイルスの片思い（46話）」では、当初テイルスとはただの知り合いのような関係であったが、紆余曲折を経て晴れて恋人同士になった。
パーシー
当シリーズオリジナルのキャラクターで、太古の秘宝・アイランドアドベンチャーに登場するキャラクターの項目を参照。
フィンク村長（メイヤー）
当シリーズオリジナルのキャラクターで、太古の秘宝・アイランドアドベンチャーに登場するキャラクターの項目を参照。
マイク・ザ・オックス
当シリーズオリジナルのキャラクターで、雑貨屋を営んでいるウシの男性。少しおっとりとした雰囲気だが、クレーマーには屈しない姿勢を見せる。ソニック達とも仲が良いが、「うっかり発言（39話）」でソニックが失言してしまい、一時期嫌悪な雰囲気になっていたものの、後に和解した。
マーク・ザ・タピアー
エピソード「The Biggest Fan」に登場。当シリーズオリジナルのキャラクターで、シーサイドアイランドに住むソニックの熱狂的ファンのバク。

#### リロイ・ザ・タートル
リロイは郵便配達のカメで、DJ でもあります。ペットの猫を飼っています。（マイ・フェア・スティッキー）で彼は賞を受賞した

#### グループ・種族
キューボットの試作品達
声 - 高木渉
「かわいそうなキューボット（38話）」で初登場。そのままエッグマンに廃棄される所を抜け穴を利用して基地から脱出し、荒地に集落を形成して静かに暮らしているが、そのような経緯もあり主人のエッグマンを恐れている。姿形はキューボットに酷似していて、カツラや帽子をかぶるなどで個性を出しているが、彼以上にうっかり者で間抜け。完成形（とされている）のキューボットを王様として崇めていた。シーズン２では出番が増え、端役として登場している。
ゴゴバ族
森の奥地に住むチンチラの原住民族。全員が自分達の自虐や不幸話を持ちかけ、相手に罪悪感を抱かせるのが得意であり、当初はその本質を知ったソニックやテイルスから煙たがられていた。
後の話でも端役として登場し、時にはソニックや村の住人達と仲良く遊んでいる姿が見られる。
フロッグロダイト族
「ガラクタを捨てよう！（5話）」で登場した、長年地下に閉じ込められているカエルの戦闘部族。何故かスティックスの家に地上へ通じる石扉があり、サーブボードで封印されていた。
ライトニングボルトクラブ
村で果物や野菜を盗んだり、ささやかな悪事を繰り返している集団で、稲妻模様の意匠が入った紫色のフードコートと、稲妻を掴んだ拳のシンボルがトレードマーク。エッグマンと共闘する事もあるが、基本的にはメンバー全員エッグマンをあまり好意的に思っておらず、敵対している。「悪のクラブへのおざない（23話）」では事の成り行きから、テイルスが一時入団した事があった。